# Български национален комитет
 Тази статия е за организацията от времето на комунистическия режим.  За по-ранната организация вижте Български национален комитет (1941 – 1944).  
Българският национален комитет (БНК) е политическа организация на български емигранти, съществувала от края на 1940-те до началото на 1990-те години.
Тя включва главно привърженици на Българския земеделски народен съюз и други лявоцентристки антикомунистически организации и е ръководена през първите десетилетия на съществуването си от Г. М. Димитров. Носи името на Българския национален комитет, друга емигрантска организация, ръководена от Г. М. Димитров и подкрепяна от западните Съюзници през Втората световна война.

## История
Поради бързото доминиране на комунистическите идеи и започналите репресии върху демократичните опозиционни политици, Българският национален комитет възстановява отново дейността си. На 11 август 1948 г. се регистрира като антикомунистическа организация със седалище във Вашингтон, а в програмата му залягат като главни задачи борбата срещу установената в България отечественофронтовска власт и възстановяване на Търновската конституция.
В редовете на БНК се включват членове на БЗНС, БСДП, Демократическата партия, политически кръг „Звено“, както и независими интелектуалци.
БНК изгражда свои подкомитети в Германия, Франция, Италия, Австрия, Швейцария, Белгия, Турция, САЩ, Канада, Австрия и Израел. По-късно френският подкомитет поема функциите на постоянно представителство на Българския национален комитет в цяла Европа. През 1956 г. се появяват и младежки секции на БНК с център Париж.
Международната дейност на БНК е твърде оживена и богата:
- установява контакти с редица международни антикомунистически организации;
- става член и съучредител на Международна организация на бежанците към ООН (IRO), Обща световна емигрантска организация (INCOPOR), Международен селски съюз, Събрание на поробените европейски народи (SPEN) и др.

Печатен орган на БНК е в. Свободна и независима България, чийто пръв главен редактор е д-р Г.М. Димитров, а след неговата смърт през 1972 г. с редактирането се заема Искър Шуманов. През периода 1949 – 1951 г. вестникът излиза във Вашингтон, а след това редакцията се премества в Мюнхен и вестникът е издаван до 1956 г. БНК издава, също така, и свое списание Освобождение, в което помества статии не само с политическа, но и с културна тематика. Младежките секции също имат свои печатни издания: в. Младежка борба и в. Народна борба.
След смъртта на Г. М. Димитров през 1972 година в организацията настъпва криза, като малко по-късно от нея се отделя Българското освободително движение, начело с Ценко Барев.
Дейността на БНК продължава до началото на 1990-те години. След политическите промени в България на 10 ноември 1989 г. значителна част от ръководните дейци и членовете започват да се завръщат в страната, поради което смисълът от дейността на БНК се загубва и той прекратява съществуването си.